# Luis Alfonso Santos Villeda
Luis Alfonso Santos Villeda SDB (* 7. November 1936 in Ocotepeque) ist ein honduranischer Ordenspriester und emeritierter römisch-katholischer Bischof von Santa Rosa de Copán.

## Leben
Nach seinem Eintritt in das Seminar der Salesianer Don Boscos, dem Noviziatsjahr, den ersten Gelübden und den philosophisch-theologischen Studien empfing Luis Alfonso Santos Villeda am 5. Mai 1966 das Sakrament der Priesterweihe.
Am 27. Januar 1984 ernannte ihn Papst Johannes Paul II. zum Bischof von Santa Rosa de Copán, als Nachfolger von José Carranza Chévez und nach einer Sedisvakanz von dreieinhalb Jahren. Die Bischofsweihe spendete ihm der Apostolische Nuntius in Honduras, Erzbischof Andrea Cordero Lanza di Montezemolo, am 17. März 1984. Mitkonsekratoren waren der Bischof von San Pedro Sula, Jaime Brufau Maciá CM, und der Weihbischof in Tegucigalpa, Oscar Andrés Rodríguez Maradiaga, der das Bistum von 1981 bis 1984 als Apostolischer Administrator verwaltet hatte.
Ende September 2009 meldeten honduranische Medien, dass die Opposition des Landes Santos Villeda zum Präsidenten von Honduras machen wolle, der sich als Kritiker des einige Wochen zuvor durchgeführten Staatsstreiches gegen Präsident Manuel Zelaya hervorgetan hatte. Dabei widersprach Bischof Santos seinem salesianischen Mitbruder Oscar Andrés Kardinal Rodríguez Maradiaga, der lediglich die Art und Weise der Entmachtung kritisiert, aber die Absetzung Zelayas als verfassungskonform bezeichnet hatte.
Am 7. November 2011 nahm Papst Benedikt XVI. das von Luis Alfonso Santos Villeda aus Altersgründen vorgebrachte Rücktrittsgesuch an.